# بئر عرب (الرقة)
بئر عرب قرية سورية تتبع ناحية مركز تل أبيض في منطقة تل أبيض في محافظة الرقة. بلغ عدد سكانها 500 نسمة في عام 2004 حسب إحصاء المكتب المركزي للإحصاء.